# William de Braose, 4. Lord of Bramber

Wappen des William de Braose

William de Braose, 4. Lord of Bramber (auch William (III) de Braose oder de Briouze; * 1144/1153; † 4. September 1211 in Corbeil) war ein anglonormannischer Magnat. Vor allem durch seine Freundschaft mit König Johann Ohneland stieg er von einem einfachen Baron zu einem reichen Magnaten auf. Dann fiel er in Ungnade und starb im Exil. Sein dramatischer Sturz vergrößerte das Misstrauen und die Furcht der englischen Barone gegenüber dem König.

## Herkunft
William de Braose entstammte der anglonormannischen Familie Braose. Er war ein Sohn von William de Braose, 3. Lord of Bramber und dessen Frau Bertha de Gloucester. Er erbte nach dem Tod seines Vaters 1192 oder 1193 dessen Lehen Rape of Bramber in Sussex und wurde damit Lord of Bramber. Dazu erbte er die Familienbesitzungen in der Normandie, die Hälfte der Baronie Barnstaple in Devon, die Ansprüche auf Besitzungen in Irland und vor allem die Besitzungen der Familie und das Erbe seiner Mutter in den Welsh Marches. Er hatte vor 1170, wahrscheinlich um 1166 Maud, eine Tochter von Bernard de St Valéry, Lord of Beckley in Oxfordshire geheiratet.

## Erweiterung seiner Besitzungen während der Herrschaft von Richard I.

### Erwerb von Besitzungen in den Welsh Marches
Noch zu Lebzeiten seines Vaters zog sich Braose den Hass und die Feindschaft der Waliser zu, als er zu Weihnachten 1175 den walisischen Fürsten Seisyll ap Dyfnwal und zwei weitere Fürsten nach Abergavenny Castle einlud und sie und ihr Gefolge aus Rache für den Mord an seinem Onkel Henry FitzMiles, einen Bruder seiner Mutter, heimtückisch ermordete. 1190 bot Braose 1000 Mark für die Vormundschaft für den Baron Gilbert of Monmouth, der erst 1205 volljährig wurde. In den 1190er Jahren kämpfte er in Südwales aktiv gegen die walisischen Fürsten. Deshalb erlaubte ihm die Regierung 1190, die Hälfte der Summe, die er für Verwaltung von Monmouth geboten hatte, für den Ausbau der Burgen Carmarthen, Swansea und Llawhaden zu verwenden, um diese gegen walisische Angriffe zu schützen. 1197 ließ Braose einen weiteren walisischen Häuptling ermorden, als er Trahaern Fychan, einen Häuptling von Brycheiniog auf dem Weg zu Verhandlungen in Llancors in Brecon misshandeln und hinrichten ließ. Diesen Mord nahm Trahaerns Cousin Gwenwynwyn von Powys Wenwynwyn zum Anlass, im Juli 1198 in Elfael einzufallen und Colwyn Castle und Painscastle zu belagern. Braose wurde im belagerten Painscastle am 13. August 1198 durch den Sieg eines vom Justiciar Geoffrey fitz Peter geführten englischen Heers über die Belagerer entsetzt.

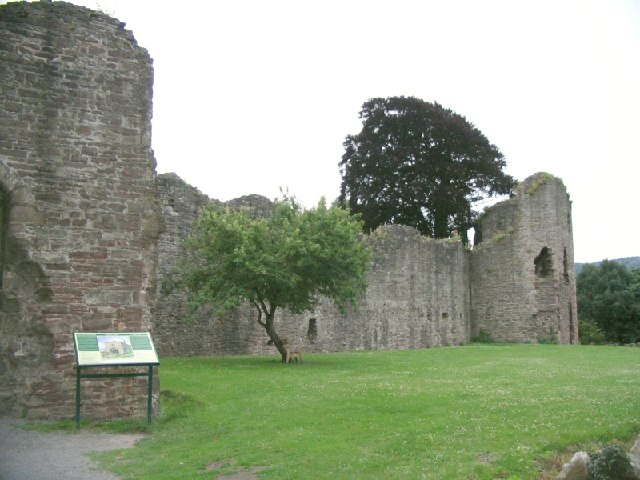
Die Ruine der Halle von Abergavenny Castle, der vermutete Schauplatz des Massakers von Abergavenny

### Dienst für König Richard I.
Die Karriere von Braose im Dienst der englischen Könige begann unter Richard I., als 1191 Braose zum Nachfolger von Henry de Longchamp, den Bruder des abgesetzten Justiciars William de Longchamp als Sheriff von Herefordshire ernannt wurde. Dieses Amt behielt Braose bis Oktober 1200 fast durchgängig. Von 1194 bis 1195 diente Braose während der landesweiten Gerichtsreisen als Richter in Staffordshire. Vor 1194 erhielt er die Baronie Kington in Herefordshire, die 1171 von der Krone von Adam de Port beschlagnahmt worden war. Port hatte angeboten, eine Strafe von £ 200 zu zahlen, um seine Ländereien zurückzuerhalten. Diese Summe hatte er jedoch nie gezahlt. Schließlich fiel die Barone mit 22 oder 23 Knight’s fee an Braose. In der Zwischenzeit hatte ein anderer Adam of Port († 1213), der Baron von Basing in Hampshire war und ebenfalls von den Lords of Kington abstammte, Sibyl de Braose, eine Schwester von Braose und Witwe des Earls of Derby geheiratet. Er machte offenbar eine Abmachung mit Braose, nach der er einen Teil von Kington als Lehen von seines Schwagers Braose erhielt. In den 1190er beanspruchte Braose von Oliver de Tracy dessen Anteil an der Baronie Barnstaple. Dieser hatte durch seine Mutter, die eine Schwester von Braoses Großmutter Aeonor gewesen war, die Hälfte an Barnstaple erhalten. 1195 musste er schließlich ein Abkommen mit Braose schließen, nach dem er diesen als seinen Lehnsherrn anerkannte. Dafür zahlte Braose ihm jährlich £20. Dazu übernahm Braose neben der für Gilbert of Monmouth mehrere weitere Vormundtschaftsverwaltungen. 1194 und im Frühjahr 1199 gehörte Braose dem Heer von Richard I. in der Normandie an. Nachweislich war er am 5. April 1199 in Châlus, dem Tag, bevor der König seine Verletzung erhielt, an der er wenig später starb.

## Weiterer Aufstieg während der Herrschaft von Johann Ohneland

### Enger Vertrauter von König Johann Ohneland
Spätestens seit März 1193 hatte Braose in Kontakt mit Johann Ohneland, dem jüngeren Bruder von König Richard I. gestanden. Nach dem Tod von Richard I. hatte Braose wesentlichen Anteil daran, dass Johann Ohneland und nicht Arthur von der Bretagne, der Sohn von Johanns älteren Bruder Gottfried als neuer König von England akzeptiert wurde. Er ermöglichte Johann in seinem Hafen Shoreham-by-Sea die Landung in England und stand danach hoch in der Gunst des Königs. In den ersten Jahren von Johanns Herrschaft gehörte er fast ständig zum Gefolge des Königs und bezeugte zahlreiche Urkunden. Auch während des Kriegs gegen Frankreich begleitete Braose den König. Am 31. Juli 1202 nahm er an dem Angriff auf Mirebeau teil, bei dem Arthur von der Bretagne gefangen genommen wurde. Im April 1203 gehörte er höchstwahrscheinlich zum Gefolge des Königs in Rouen. Durch die Eroberung der Normandie durch den französischen König Philipp II. bis 1204 verlor aber schließlich Braose die dortigen Stammlande der Familie.

### Erweiterung seiner Besitzungen unter Johann Ohneland

#### Erwerb von Besitzungen in Irland
Zu Beginn der Herrschaft von Johann konnte Braose seine Besitzungen in Irland erheblich erweitern. Am 12. Januar 1201 übergab ihm der König die Herrschaft Limerick, auf das bereits sein Onkel Philip de Braose vergeblich Anspruch erhoben hatte, als Lehen für sechs Knight’s fee. Hierfür sollte Braose in zehn Jahresraten 5000 Mark zahlen. Im Juli 1203 später erhielt Braose auch die Verwaltung der Stadt Limerick, für die er jährlich 100 Mark zahlen sollte. Seine Besitzungen in Limerick erhielt er aber mit weniger Privilegien, als sie andere irische Magnaten wie Walter de Lacy oder William Marshal besaßen.

#### Erweiterung seiner Besitzungen in den Welsh Marches
Auch in Wales spielte er als mächtiger Marcher Lord weiter eine wichtige Rolle. Offenbar kümmerte er sich um Weobley und Ewyas Lacy, die Herrschaften seines Schwiegersohns Walter de Lacy in den Welsh Marches, während dieser in Irland seine Herrschaft über die Honour of Meath ausbaute. Im Gegenzug vertrat de Lacy für seinen Schwiegervater dessen Interessen in Irland. 1204 führte Braose in Wales weiter gegen Gwenwynwyn von Powys Krieg, bis dieser sich dem König unterwarf. Im Juli 1207 übernahm Braose die Verwaltung von Ludlow Castle, einer Burg von de Lacy in Shropshire. Der König ermunterte Braose, seine Besitzungen sowohl in Wales wie auch in Irland zu erweitern, denn vermutlich sah er ihn als Gegengewicht zu den irischen und walisischen Besitzungen des mächtigen William Marshal. Johann förderte Braose weiter, indem er z. B. 1200 seinen Sohn Giles de Braose zum Bischof der an die Welsh Marches angrenzenden Diözese Hereford vorschlug. 1200 erlaubte er ihm, alles Land, das er von den walisischen Fürstentümern eroberte, als Teil seiner Baronie Radnor zu behalten. Auch unter Johann erwarb Braose mehrere Vormundschaftsverwaltungen, so 1202 für den Erben der Baronie Salwarpe in Shropshire und 1202 über Glamorgan und Gower, zwei Herrschaften in den Welsh Marches. 1203 übergab ihm der König dann Gower mit Swansea Castle sowie Kington Castle in Herefordshire als Lehen. 1206 bot er eine Zahlung von 800 Mark sowie die Übergabe von Pferden und Jagdhunden für die Übergabe der walisischen Burgen Grosmont, Skenfrith und White Castle an, die er dann für zwei Knight’s fee erhielt.

#### Erweiterung seiner Besitzungen in England
1203 übernahm Braose die Verwaltung der Baronie Great Torrington in Devon. 1204 erhielt er von Johann Ohneland die Besitzungen des Seekapitäns Alan Trenchemer in Surrey. Nach einem Rechtsstreit wurde Braose 1206 die Baronie Totnes in Devon zugesprochen. Der unterlegene bisherige Lehensinhaber Henry de Nonant musste Braose als seinen Lehnsherrn anerkennen und behielt einen Teil der Baronie als Lehen. Als Dank, das über diesen Streit vor Gericht verhandelt worden war, versprach Braose dem König £ 100 zu zahlen. Um den Prozess zu beschleunigen, schenkte er dem König von seinen Gütern 300 Kühe, 30 Bullen und 10 Pferde, und falls das Gericht zu seinen Gunsten urteilte, versprach er die Zahlung von 700 Mark. Nachdem Papst Innozenz III. im Streit mit dem König 1208 das Interdikt über England verhängt hatte, übernahm Braose die Verwaltung der Besitzungen von zwei Prioraten.

### Hohe Verschuldung gegenüber der Krone
Durch die Gunst von König Richard I. und vor allem von Johann Ohneland war Braose zu einem der größten Magnaten in England aufgestiegen. Es war ihm gelungen, seinen Besitz durch Lehen oder Verwaltungen auf 325 Knight’s fee mit sechzehn Burgen in England, Wales und Irland zu erweitern. Seine jährlichen Einkünfte waren auf über £ 800 gestiegen.
Im September 1202 hatte Johann Ohneland Braose alle Schulden erlassen, die sein Vater noch unter König Heinrich II. und die Braose selbst während der Herrschaft von Richard I. gegenüber der Krone gemacht hatten. Im Frühjahr 1203 erließ der König Braose eine Schuld von £ 50, die er bei jüdischen Geldverleihern hatte und die diese an die Krone abgetreten hatten. 1203 hatte Braose dem König für die Erlaubnis zur Heirat seines jüngeren Sohns John mit einer Erbin £1000 geboten. Von dieser Summe erließ ihm der König 1204 £ 825. Dennoch machte Braose bei der Krone weiter neue Schulden, darunter die insgesamt 5000 Mark, die er für Limerick zahlen wollte. Wie viele andere Barone auch zahlte er seine Schulden aber nur zögerlich und unregelmäßig ab. 1210 schuldete er der Krone deshalb noch £ 2865 von der Gebühr, die er für Limerick zahlen sollte, und £350 der Gebühr, die er 1206 für die drei walisischen Burgen Skenfrith, Grosmont und White Castle geboten hatte. Hinzu kamen noch offene Schulden für die Gebühren für die Stadt Limerick. Angesichts dieser hohen Schulden konnte der König erheblichen Druck auf Braose ausüben, falls dieser dem König zu mächtig wurde.

## Der Sturz von Braose

### Verlust der Gunst des Königs
Durch seinen Aufstieg hatte sich Braose zahlreiche Gegner gemacht. 1206 erhob Peter fitz Herbert, ein Nachfahre einer Tochter von Miles of Gloucester, Anspruch auf einen Teil von Braoses Herrschaft Brecon in Wales. Der König zögerte eine Entscheidung des Gerichts offenbar bewusst heraus, womöglich, um ein Druckmittel gegenüber Braose zu besitzen. In Irland führte der Justiciar of Ireland Meiler FitzHenry ab 1206 eine Fehde gegen Braose. FitzHenry bestärkte den misstrauischen König in seinem Verdacht, dass Braose seine Macht missbrauchen und nicht mehr loyal gegenüber der Krone handeln würde. Im Februar 1207 entzog der König Braose die Verwaltung von Glamorgan und vergab sie an seinen Söldnerführer Falkes de Bréauté. Der König hatte neben den Schulden einen weiteren Grund, um Braose zunehmend zu misstrauen. Braose wusste von dem genauen Schicksal von Johanns Neffen Arthur von der Bretagne, der ebenfalls einen Anspruch auf den englischen Thron gehabt hatte. Braose war mit dem König in Rouen gewesen, als dort Arthur im April 1203 spurlos verschwunden war. Möglicherweise hatte er den König ermuntert, den Jungen zu töten oder war selbst an der Tat beteiligt gewesen. Die Chronisten der Annals of Margam Abbey in Südwales und Philippide of Guillaume le Breton, die beide über den Tod von Arthur berichten, haben ihre Informationen wahrscheinlich von Braose erhalten. Als Braoses Frau Maud 1208 verlauten ließ, dass sie etwas über den Verbleib von Arthur wüsste und sich weigerte, ihren ältesten Sohn dem König als Geisel zu stellen, da er dann seines Lebens nicht mehr sicher sei, konnte sich der König nicht mehr der Loyalität von Braose sicher sein. Der König verurteilte nun Braoses ältesten Sohn William zur Zahlung einer Strafe von 300 Mark, da er die Forsthoheit des Königs verletzt hätte. Im Frühjahr 1208 baten daraufhin Maud und andere Verwandte den König um ein Treffen. Dieses Treffen fand in Hereford statt, wo Braose seine Burgen Hay, Brecon und Radnor dem König als Pfand für seine Schulden übergab. Dazu verpfändete er seine Besitzungen in Südengland und stellte mehrere seiner Enkel als Geiseln.

### Revolte und Verfolgung der Braoses
1212 veröffentlichte der König einen Brief, in dem er seine Aktionen gegen Braose zu rechtfertigen versuchte. Danach waren vor allem die Schulden der Grund, weshalb Braose nach geltendem Recht verfolgt worden war. Dazu behauptete der König, dass Braose Vieh versteckt hätte, um einer Beschlagnahmung zur Begleichung seiner Schulden zu vermeiden. Nachdem Braose dem König drei seiner walisischen Burgen übergeben hatte, soll er diese zusammen mit zweien seiner Söhne angegriffen haben. Die Angriffe scheiterten aber, worauf Braose plündernd durch Herefordshire zog und dabei die halbe Stadt Leominster niederbrannte. Im Sommer 1208 wurde Braose daraufhin an den Königshof gerufen, wo er sich verantworten sollte. Er entschuldigte sich wegen einer Krankheit. Durch diese Revolte war sein Schicksal aber besiegelt. Der König befahl die Verhaftung der Familie, worauf Braose mit seiner Frau und zwei seiner Söhne nach Irland flüchtete. Sein Sohn Giles, der Bischof von Hereford, flüchtete nach Frankreich. Anfang 1209 suchte Braose bei William Marshal Zuflucht, der sich aufgrund eines Streits mit dem König auf seine Besitzungen im irischen Leinster zurückgezogen hatte. Als der königliche Justiciar John de Gray von Marshal die Herausgabe von Braose verlangte, erklärte dieser, er habe von dem Streit des Königs mit Braose bislang nichts gewusst. Drei Wochen später geleitete Marshal Braose zu dessen Schwiegersohn Walter de Lacy und dessen Bruder Hugh de Lacy in Meath.

### Feldzug von Johann Ohneland nach Irland
Nach den Angaben von König Johann versprach Hugh de Lacy, dass Braose den Forderungen des Königs nachkommen würde, andernfalls würde er ihm in Irland nicht weiter Zuflucht gewähren. Braose setzte dann zum König nach Wales über, wo Johann Ohneland eine Armee für einen Feldzug nach Irland zusammenzog. Die Tatsache, dass mehrere anglonormannische Barone den flüchtigen Braose in Irland Zuflucht gewährt hatten, war für den König einer der Hauptgründe für seinen Feldzug nach Irland. Braose bot nun die ungeheure Summe von 40.000 Mark, um vom König wieder in Gnaden aufgenommen zu werden. Der König wollte dieses Angebot aber erst annehmen, wenn Braose seine Frau als Geisel gestellt hätte. Dann brach der König nach Irland auf und konnte in einem zweimonatigen Feldzug dort fast alle rebellischen anglonormannischen Barone unterwerfen. Er beschlagnahmte die irischen Besitzungen von Braose und die der Brüder Lacy, die ihm Zuflucht gewährt hatten. Allerdings ließ er die Besitzungen von William Marshal unangetastet, doch er verlangte Geiseln von ihm. Braoses Frau floh mit ihrem ältesten Sohn William vom nordirischen Carrickfergus Castle nach Galloway in Westschottland. Dort wurden sie von dem schottischen Baron Duncan of Carrick gefangen genommen, der sie an den englischen König nach Carrickfergus auslieferte. Braoses Frau erneuerte nun das Angebot ihres Mannes, 40.000 Mark Strafe an den König zu zahlen.

### Flucht nach Frankreich und Tod
Im September 1210 traf William de Braose den König in Bristol, wo der König das Angebot annahm. Als Braose und seine Frau zugeben mussten, dass sie das Geld nicht aufbringen konnten, übergab der König den Fall an den zuständigen Gerichtshof der Grafschaft, worauf die Familie Braose formal geächtet wurde. Braose floh daraufhin im Herbst 1210 von Shoreham aus zu seinem Sohn Giles nach Frankreich. Seine Frau und seinen ältesten Sohn William ließ der König entweder in Windsor oder in Corfe Castle bewusst verhungern, wo sie vor Ende 1210 starben. Kurz nachdem Braose hiervon erfahren hatte, starb er in der Nähe von Paris. Er wurde in der Abtei St-Victor bei Paris beigesetzt. An der Beisetzung nahm Stephen Langton, der ebenfalls im Exil lebende Erzbischof von Canterbury teil.

## Bedeutung des Falls Braoses für die Magna Charta
Die harte Behandlung seines einstigen Günstlings durch den König und das Schicksal seiner Familie zeigte dem englischen Adel, das niemand vor der Tyrannei des Königs und seiner Grausamkeit sicher sein konnte. Die Gleichsetzung der strengen Regeln des Schatzamts mit englischen Gesetzen erhöhte die Furcht der Barone vor der Willkürherrschaft des Königs und führte dazu, dass sie sich gegen den König zusammenschlossen und ihn 1215 zur Anerkennung der Magna Carta zwangen. Das Schicksal von Braoses Frau und seinem ältesten Sohn beeinflusste dabei mit die Entstehung des Artikels 39 der Magna Carta.

## Nachkommen und Erbe
Mit seiner Frau Maud de St Valery soll Braose angeblich 16 Kinder gehabt haben. Sie hatten mindestens vier Söhne und fünf Töchter:
- Matilda (auch Maud) de Braose (1172–1210) ⚭ Gruffydd ap Rhys
- William de Braose (vor 1170–1210) ⚭ Maud de Clare
- Giles de Braose (um 1170–1215), Bischof von Hereford, 5. Lord of Bramber
- Margaret (1177–nach 1255) ⚭ Walter de Lacy, Lord of Meath (um 1171–1241)
- Annora (1190–1241) ⚭ Hugh de Mortimer
- Loretta de Braose (um 1185–um 1266) ⚭ Robert de Beaumont, 4. Earl of Leicester
- Reginald de Braose (1178–1227/8), 6. Lord of Bramber
- John de Braose ⚭ Mabel de Limesy

Bischof Giles de Braose, der vermutlich zweitälteste Sohn, verbündete sich 1214 während der Rebellion der Barone gegen König Johann zusammen mit seinem jüngeren Bruder Reginald mit dem walisischen Fürsten Llywelyn ab Iorwerth, um die Besitzungen der Familie in Wales zurückzuerobern. Im Herbst 1215 einigte er sich mit König Johann über die Rückgabe der Besitzungen, starb aber wenige Wochen später. Daraufhin wurde Reginald de Braose das Familienoberhaupt und übernahm vor Mai 1216 den Landbesitz seines Vaters. 1219 klagte die Witwe seines ältesten Bruders William und deren ältester Sohn John, der kurz zuvor aus der Gefangenschaft freigekommen war, auf die Übergabe der Familienbesitzungen. John de Braose konnte Bramber und einige kleinere Besitzungen in seine Gewalt bringen, während Reginald im Besitz der walisischen Besitzungen mit Ausnahme von Gower blieb.
William de Braoses vierter John hatte nach 1203 Mabel de Limesy geheiratet. Sie war die Witwe von Hugh Bardolf und eine Teilerbin der Baronie Cavendish in Suffolk. Seine beiden Töchter Margaret und Annora verheiratet Braose mit zwei Marcher Lords. Seine dritte Tochter Matilda heiratete Gruffydd, einen Sohn des mächtigen walisischen Fürsten Lord Rhys von Deheubarth. Seine vierte Tochter heiratete einen englischen Magnaten. Kurz vor seinem Tod im Oktober 1216 bereute Johann Ohneland wohl seine Verfolgung der Braoses und erlaubte Margaret de Braose, ein Kloster für das Seelenheil von William und Maud sowie ihres ältesten Sohns William zu gründen.